# Slovak Open 2022
Die Slovak Open 2022 im Badminton fanden vom 2. bis zum 5. März 2022 in Trenčín statt.

## Sieger und Platzierte
| Disziplin    | Gold                         | Silber                               | Bronze                       |
| ------------ | ---------------------------- | ------------------------------------ | ---------------------------- |
| Herreneinzel | Riku Hatano                  | Chi Yu-jen                           | Lee Chia-hao                 |
| Herreneinzel | Riku Hatano                  | Chi Yu-jen                           | Fabian Roth                  |
| Dameneinzel  | Aditi Bhatt                  | Hsu Wen-chi                          | Riko Gunji                   |
| Dameneinzel  | Aditi Bhatt                  | Hsu Wen-chi                          | Yeung Sum Yee                |
| Herrendoppel | Boon Xin Yuan Wong Tien Ci   | Law Cheuk Him Lee Chun Hei           | Chow Hin Long Lui Chun Wai   |
| Herrendoppel | Boon Xin Yuan Wong Tien Ci   | Law Cheuk Him Lee Chun Hei           | Wei Chun-wei Wu Guan-xun     |
| Damendoppel  | Lee Chia-hsin Teng Chun-hsun | Rui Hirokami Yuna Kato               | Ng Tsz Yau Tsang Hiu Yan     |
| Damendoppel  | Lee Chia-hsin Teng Chun-hsun | Rui Hirokami Yuna Kato               | Yeung Nga Ting Yeung Pui Lam |
| Mixed        | Yeung Ming Nok Yeung Pui Lam | Wiktor Trecki Magdalena Świerczyńska | Lee Chun Hei Ng Tsz Yau      |
| Mixed        | Yeung Ming Nok Yeung Pui Lam | Wiktor Trecki Magdalena Świerczyńska | Ye Hong-wei Lee Chia-hsin    |